# Karbolchampinjon (svampar)
Giftchampinjon (Agaricus xanthodermus) är en svampart som tillhör divisionen basidiesvampar, och som beskrevs av Léon Gaston Genevier 1876. Giftchampinjon ingår i släktet champinjoner, och familjen Agaricaceae. Arten är reproducerande i Sverige. Inga underarter finns listade i Catalogue of Life.